# Methuselah

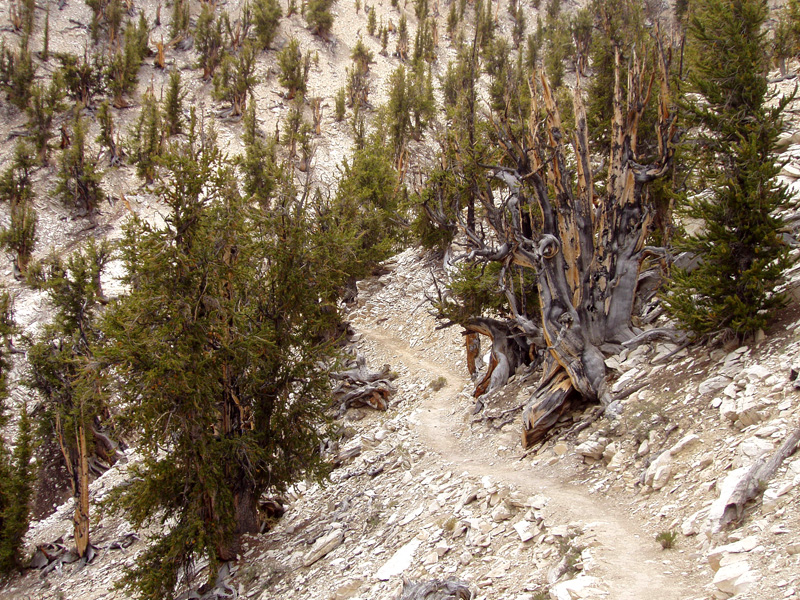
Methuselah Walk beim Methuselah Grove

Methuselah (englisch bzw. hebräisch für Methusalem) ist der Name einer Langlebigen Kiefer (Pinus longaeva), die im Inyo National Forest in der höchstgelegenen Region der White Mountains zwischen Nevada und dem Death Valley in einer Höhe von über 3000 m wächst.

## Geschichte
Sie wurde von Edmund Schulman, einem Wissenschaftler der University of Arizona, untersucht, der in seinem 1958 veröffentlichten Bericht ihr Alter mit 4723 Jahren angibt. Sie galt damit bis 2012 als ältester lebender Baum. Bei einer anderen Langlebigen Kiefer mit dem Namen Prometheus, die 1964 von dem Geografiestudenten Donald Rusk Currey gefällt wurde, wurde ein noch höheres Alter von 4862 Jahren erst nach dem Abschlagen und anschließendem Zählen der Jahresringe erkannt. Die Kiefern wurden benutzt, um die Bristlecone-Pines-Chronologie genannte dendrochronologische Zeitreihe zu erstellen. Sie dient bis heute zum Kalibrieren der Radiokohlenstoffdatierung.
Der Methuselah Walk ist ein ca. 6,8 km langer Rundweg, der beim Visitor Center im Schulman Grove beginnt und wieder endet. Er ist von Big Pine im Owens Valley zu erreichen. Auf diesem Weg befinden sich 25 markierte Stationen, bei welchen dem Besucher anhand der beim Visitor Center erhältlichen Broschüre die vielseitigsten Aspekte über dieses beeindruckende Ökosystem erläutert werden. Die Station 15 beschreibt den Methuselah Grove. Hier stehen mehrere Bäume, deren Alter über 4.000 Jahre beträgt. Auch Methuselah selbst befindet sich hier in unmittelbarer Nähe, ist zu seiner Sicherheit allerdings nicht markiert. Es herrscht ein Wegegebot zum Schutz des Bodens und der Vegetation. Deshalb kann nur die Lage des Waldgebietes, nicht aber die des individuellen Baumes angegeben werden: 37° 23′ N, 118° 11′ W.
Am 4. September 2008 wurden das Besucherzentrum des Methuselah Walks und einige der Bäume am Rand des Haines bei einem Waldbrand zerstört. 2012 eröffnete ein Neubau.
Seit 2012 ist Methuselah nicht mehr der Rekordhalter. Eine Bohrkernprobe, die Edmund Schulman bereits in den späten 1950er Jahren genommen, aber nie ausgewertet hatte, wurde erstmals untersucht. Der Baum, aus dem die Probe stammt, ist bekannt und lebt; die Datierung ergab ein Alter von 5065 Jahren, umgerechnet auf das Jahr 2015. Auch dieser Baum steht in den White Mountains, seine genaue Position wird nicht veröffentlicht.